# Pedersöre
Pedersöre este o comună din Finlanda.